# Джордж Фентон
Джордж Фентон (англ. George Fenton; нар. 19 жовтня 1950, Лондон, Велика Британія) — англійський композитор та актор, відомий завдяки написанню музики до серіалів «Блакитна планета», «Планета Земля» та біографічної стрічки «Ганді». Член Академії кінематографічних мистецтв і наук. Викладає в «Королівському коледжі музики» та «Ноттінґемському університеті»

## Життєпис
Джордж Фентон народився 19 жовтня 1950 року в Лондоні, Велика Британія. Закінчив «Школу Святого Едуарда» в Оксфорді.
Брав участь, як актор, у зйомках фільмів: «Приватна дорога» (1971) та «Леді у фургоні» (2015).
Писав музику для фільмів: «Небезпечні зв'язки» (1988), «Жменя праху» (1988), «Ми не янголи» (1989), «Король-рибалка» (1991), «Герой» (1992), «Кінцевий аналіз» (1992), «День бабака» (1993), «Порцеляновий місяць» (1994), «Суворе випробування» (1996), «Бранці небес» (1996), «Об'єкт мого захоплення» (1998), «Сіра Сова» (1999), «Мріючи про Аргентину» (2005), «Гітч» (2005), «Чаклунка» (2005), «Золото дурнів» (2008), «Полювання на колишню» (2010), «Теорема Зеро» (2013), «Все як ти захочеш» (2015), «Я, Деніел Блейк» (2016), «Молодість за страховкою» (2016), «Жінка йде попереду» (2017) та ін..

## Премії та номінації
Номінація на премію Оскар
- 1982 — найкраща музика до фільму («Ганді»)
- 1987 — найкраща пісня до фільму («Клич свободи»)
- 1987 — найкраща музика до фільму («Клич свободи»)
- 1988 — найкраща музика до фільму («Небезпечні зв'язки»)
- 1991 — найкраща музика до фільму («Король-рибалка»)

Номінація на премію «Золотий глобус»
- 1987 — найкраща музика до фільму («Клич свободи»)
- 1999 — найкраща пісня до фільму («Анна та король»)
- 1999 — найкраща музика до фільму («Анна та король»)

Номінація на премію «BAFTA»
- 1982 — найкраща музика до фільму («Ганді»)
- 1987 — найкраща музика до фільму («Клич свободи»)
- 1989 — найкраща музика до фільму («Небезпечні зв'язки»)
- 1990 — найкраща музика до фільму («Красуня Мемфісу»)
- 1995 — Премія імені Ентоні Ескуіта за досягнення в створенні музики до фільму («Божевілля короля Георга»)
- 2005 — Премія імені Ентоні Ескуіта за досягнення в створенні музики до фільму («Місіс Гендерсон представляє»)

Номінація на премію «Сатурн»
- 1998 — найкраща музика до фільму («Історія вічного кохання»)

Номінація на премію «Європейський кіноприз»
- 2012 — найкращі музика до фільму («Частка ангелів»)